# Delary
Delary är en småort (före 2023 tätort) i Älmhults kommun i Kronobergs län, belägen vid Helge å tolv kilometer väster om Älmhult i Göteryds socken.

## Historia
Ortnamnet, som tidigare löd Ry(d) (1344 Ryd), innehåller ryd 'röjning (i skog)'.
Delary är en gammal bruksort med ursprung i ett järnbruk. År 1871 tog Malmö Trämassefabriks Aktiebolag över Delary Järnbruk och byggde en sulfatfabrik som startade 1872. År 1875 brann hela massafabriken ner till grunden. Först vid nyåret 1877 kom verksamheten igång igen Nu hade man dessutom byggt till en mekanisk verkstad och här tillverkades så småningom både lokomotiv och vagnar. Malmö Trämassefabriks AB upplöstes 1900 och Svenska Sulfatcellulosa AB bildades. År 1909 övertog Strömsnäs Bruks AB Svenska Sulfatcellulosa AB. Fabriken lades ned 1981.

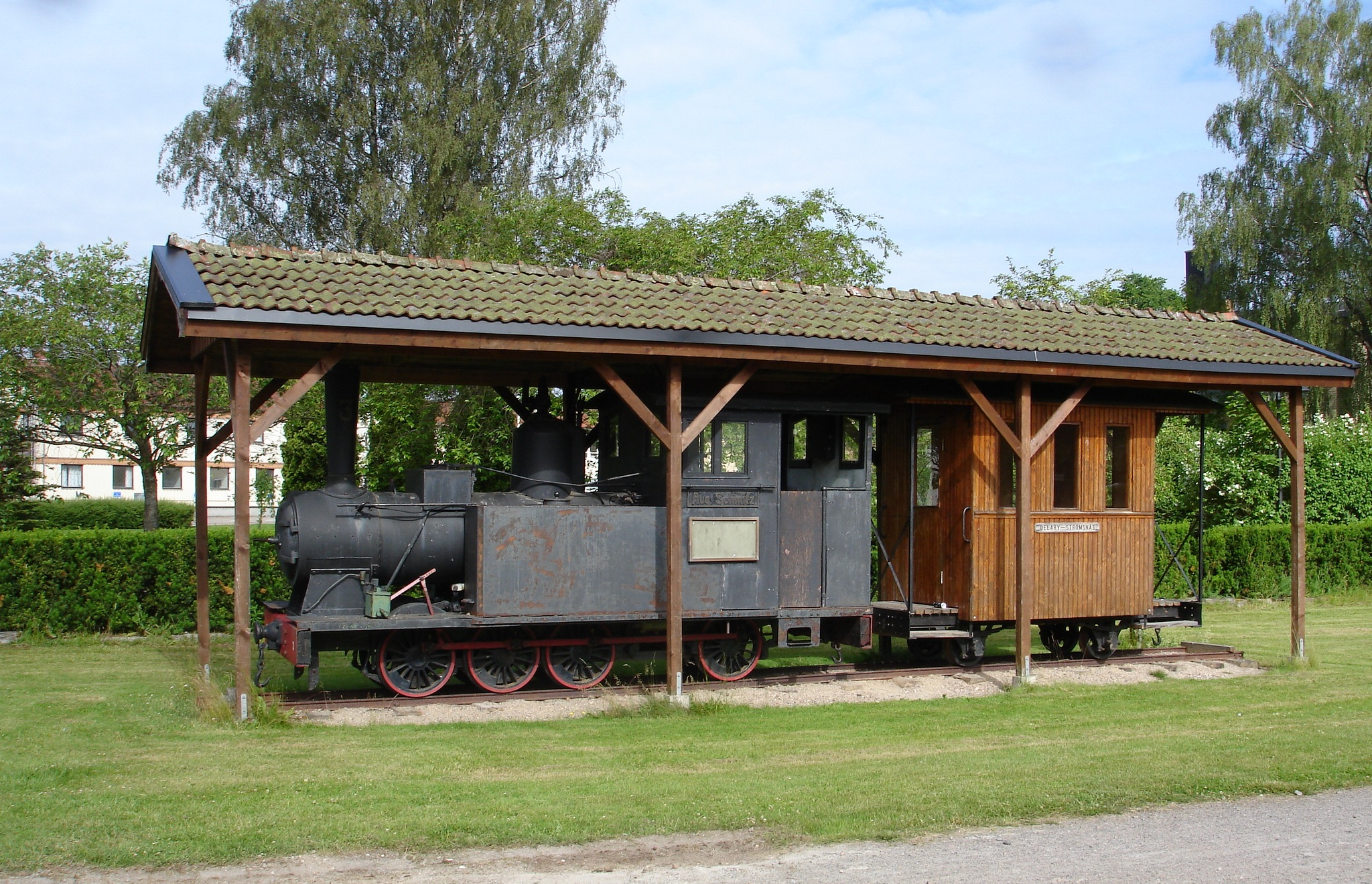
Loket August Schmitz, Delary-Strömsnäs

Det har funnits en smalspårig järnväg, inofficiellt kallad Delary-Strömsnäsbruk Järnväg, från Delary till Strömsnäsbruk. Banan hade en unik spårvidd 26 verktum = 643 mm och började byggas redan 1874 av Malmö Trämassefabrik. Detta först bara för transport av bränsletorv från närbelägna torvmossar in till bruket i Delary. Från början drogs vagnarna av oxar. 1878 började man använda ett ånglok för att driva transporterna. Detta lok Magnus Lind af Hageby (1878-1890) tillverkades i Delary och hade stående panna och kedjedrift. För att transportera timmer från flottning i Lagan byggdes den smalspåriga järnvägen ut till Strömsnäsbruk. Den blev färdig 1895. Senare kom man att transportera sulfatmassa från Delary Bruk till Strömsnäs Bruk. När banan förlängdes till Strömsnäsbruk byggdes lok av större typ, Edward Engeström (1884-1958), nu placerad i Delary, Rudolf Thompson (1888-1958) samt August Schmitz (1916-1958). Den senare finns uppställd vid stationen i Strömsnäsbruk. Även dessa lok tillverkades lokalt. En mindre vagn för passagerare fanns där man åkte gratis och på egen risk. Banan blev avvecklad 1957-1959.

### Administrativ historik
Delary var av SCB till 2015 och från 2018 klassad som en tätort. 2015 understeg antalet invånare 200, den nedre gränsen för att klassas som tätort och orten räknades då som en småort. Vid avgränsningen 2023 avgränsades den åter som småort.

### Befolkningsutveckling
| Befolkningsutvecklingen i Delary 1960–2020           | Befolkningsutvecklingen i Delary 1960–2020 | Befolkningsutvecklingen i Delary 1960–2020 | Befolkningsutvecklingen i Delary 1960–2020 | Befolkningsutvecklingen i Delary 1960–2020 |
| ---------------------------------------------------- | ------------------------------------------ | ------------------------------------------ | ------------------------------------------ | ------------------------------------------ |
|                                                      |                                            |                                            |                                            |                                            |
| År                                                   |                                            |                                            | Folkmängd                                  | Areal (ha)                                 |
| 1960                                                 | 1960                                       |                                            | 265                                        |                                            |
| 1965                                                 | 1965                                       |                                            | 269                                        |                                            |
| 1970                                                 | 1970                                       |                                            | 264                                        |                                            |
| 1975                                                 | 1975                                       |                                            | 250                                        |                                            |
| 1980                                                 | 1980                                       |                                            | 206                                        |                                            |
| 1990                                                 | 1990                                       |                                            | 208                                        | 56                                         |
| 1995                                                 | 1995                                       |                                            | 226                                        | 57                                         |
| 2000                                                 | 2000                                       |                                            | 214                                        | 57                                         |
| 2005                                                 | 2005                                       |                                            | 218                                        | 57                                         |
| 2010                                                 | 2010                                       |                                            | 222                                        | 57                                         |
| 2015                                                 | 2015                                       |                                            | 192                                        | 54#                                        |
| 2018                                                 | 2018                                       |                                            | 207                                        | 46                                         |
| 2020                                                 | 2020                                       |                                            | 210                                        | 46                                         |
| Anm.: Ej tätort 2015. Åter tätort 2018 # Som småort. |                                            |                                            |                                            |                                            |

## Samhället
I Delary finns en bank, Sparbanken Eken, och två industriområden, Delary Industripark (tidigare en militär förrådsanläggning) och Delary Bruk (det tidigare bruket).
Delary Gokart, driver en gokarthall och en restaurang.
Smålands Militärhistoriska Centrum (SMC), driver ett militärhistoriskt museum. Det finns även ett bruksmuseum och ett litet bankmuseum.
Här finns också Emanuelskapellet i Delary.

## Delary Kraftverk
Vattenkraften från Helge å var grunden till etableringen av industri i Delary. Idag finns Delary Kraftverk, ägt av EON. Det finns ett aggregat med effekt på 1,7 MW och 13 m fallhöjd. Normal årsproduktion är 8,6 GWh.